# Kakadu šalamounský
Kakadu šalamounský (Cacatua ducorpsii) je papoušek z čeledi kakaduovití, který je endemický Šalomounovým ostrovům. Ve své domovině je dosud poměrně hojný, ale jeho stavy se snižují. Je zařazen do seznamu CITES.

## Systematika
Druh formálně popsal francouzský přírodovědec Jacques Pucheran v roce 1853. Nejsou rozeznávány žádné poddruhy. Kakadu šalamounský se řadí do rodu Cacatua, který vytyčil Louis Pierre Vieillot v roce 1817. Druhové jméno ducorpsii je připomínkou francouzského námořníka L. J. Ducorpse.

## Popis

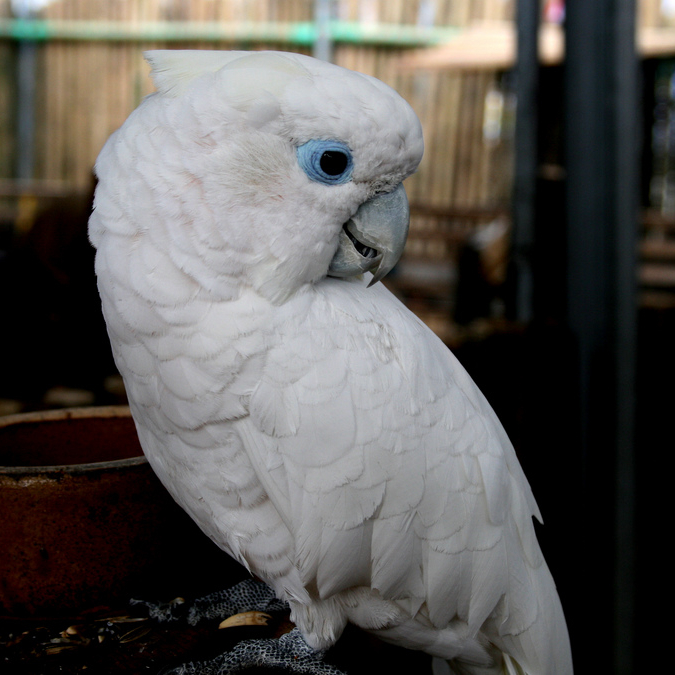
Detail hlavy se světle modrým očním kroužkem

S délkou těla kolem 30–35 cm a váhou kolem 350 g se jedná o jednoho z menších kakaduů. Tento papoušek je celý bílý, pouze peří na temeni pod chocholkou je růžové a spodní strana křídel a ocasu jsou žlutavé. Chocholka je široká a kulatá, pohyblivá podle nálady. Oční okruží je světle modré. Zobák je šedavý, duhovky černohnědé, nohy šedé.

## Biologie a ekologie
Vyskytuje se v různých typech habitatu od lesních okrajů přes zahrady, města a sekundární lesy až po původní pralesovité podrosty. Nejčastěji se vyskytuje do 700 m n. m., občas může vystoupat až do 1800 m. Jedná se o hlučný druh, který se projevuje pronikavým tázavým errrk-errrk... errrk-errrk nebo nazálním, dlouhým kounk-kerk kounk-kerk s důrazem na první slabiku. Živí se semeny, bobulemi, pupeny, květy i hmyzem včetně larev.
Početnost druhu patrně překračuje 100 000 jedinců, populace vykazuje patrně klesající tendenci následkem úbytku přirozených stanovišť.